# Langegg (Dientener Berge)
Das Langegg ist ein 1899 m ü. A. hoher Berg südlich von Maria Alm am Steinernen Meer im Bundesland Salzburg in Österreich.
Auf dem Gipfel befindet sich die Bergstation des 4er-Sessellifts Aberg des Schigebiets Aberg-Langegg (auch Aberg-Langeck), die Pisten liegen an der Nordseite des Berges. Sie gehören zur Skiregion Hochkönig, einem Teil von Ski amadé.
Gute 2 km südlich liegt der Hundstein (2117 m) mit dem Statzerhaus.